# Тюалой
Тюалой — река в России, протекает по Итум-Калинскому району Чеченской Республики. Левый приток реки Кериго.

## География
Длина реки составляет 16 км, площадь водосборного бассейна — 95,6 км².
Река Тюалой берёт начало на склоне Тебулосского хребта. В истоке реки расположен каровый ледник. Течёт на северо-восток по горному ущелью вдали от населённых пунктов. Устье реки находится в 9,6 км по левому берегу реки Кериго. Высота устья — 1255 м над уровнем моря.

## Данные водного реестра
По данным государственного водного реестра России относится к Западно-Каспийскому бассейновому округу, водохозяйственный участок реки — Сунжа от города Грозный до впадения реки Аргун. Речной бассейн реки — Реки бассейна Каспийского моря междуречья Терека и Волги.
Код объекта в государственном водном реестре — 07020001212108200005917.